# Barszczówka
Barszczówka – wieś w Polsce położona w województwie podlaskim, w powiecie białostockim, w gminie Turośń Kościelna.
W latach 1975–1998 miejscowość administracyjnie należała do województwa białostockiego.
Przez miejscowość przebiega droga wojewódzka nr 678.
Wierni kościoła rzymskokatolickiego należą do parafii św. Antoniego Padewskiego w Niewodnicy Kościelnej.

## Historia
Wieś Barszczówka jest wzmiankowana w roku 1528.
W roku 1723 wieś liczyła 52 mieszkańców i należała do dworu Kotuńskiego w Czaplinie.